# Krydsklipning
Krydsklipning er en teknik i film, der bruges til at vise flere forskellige handlingsforløb, der finder sted samtidigt. Teknikken blev grundlagt i filmhistoriens barndom i 1900-tallets første årti og især pioneren D.W. Griffith brugte krydsklipning, fx i hans klassiske kortfilm The Great Train Robbery fra 1903.  